# Buxtehudiidae
Buxtehudiidae är en familj av svampar. Buxtehudiidae ingår i ordningen Chytridiopsida, klassen Microsporea, divisionen Microspora och riket svampar.
|               | Chytridiopsidae               |
|               |                               |
| Buxtehudiidae | \| \| Jiroveciana \| \| \| \| |
|               | \| \| Jiroveciana \| \| \| \| |
|               | Jiroveciana                   |
|               |                               |

|  | Jiroveciana |
|  |             |